# ServidorsCAT
ServidorsCAT (Associació Servidors Públics de Catalunya) va ser una associació sense ànim de lucre constituïda l'any 2017 per Yolanda Hernandez Darnés i un grup de funcionaris de diferents disciplines i administracions públiques de Catalunya. Pretenia contribuir a l'enfortiment i al bon govern de les institucions públiques, defensar els drets i les llibertats de les persones en les seves relacions amb les institucions i promoure les iniciatives necessàries per a l'aprofundiment de l'estat de dret, democràtic i social a Catalunya.
Un dels propòsits principal pel qual es va constituir l'associació va ser denunciar els danys que es van produir el 2017 arran de l'aplicació de l'article 155 de la Constitució espanyola de 1978 a Catalunya. Els danys denunciats es van recollir en un memorial que es va poder consultar al seu lloc web.
ServidorsCAT va denunciar que l'aplicació del 155 va paralitzar el pla integral d'urgències de Catalunya que preveia dotar de recursos els hospitals en el període d'hivern, quan es produeixen les majors saturacions als centres públics. L'abril 2018 van denunciar la destitució de la cap de comunicació dels Mossos d'Esquadra després de la piulada sobre la sentència del cas de la Manada en el seu compte personal. El març de 2019 van presentar a la comissió d'investigació del Parlament de Catalunya sobre l'aplicació de l'article 155 un informe que recull 319 accions del Govern espanyol que van danyar l'acció del govern català.